# Старший лейтенант
Ста́рший лейтена́нт (фр. lieu tenant «заместитель»; от lieu «место» + tenant «занимающий», разг. Старлей) — чин, воинское звание младшего офицерского состава в вооружённых силах многих государств, включая Россию.
В Российской империи в 1909—1911 годах военно-морской чин IX класса, а с 1912 года — VIII класса. Существовал только во флоте. Соответствовал чинам капитана в пехоте, ротмистра в кавалерии, есаула в казачьих войсках и коллежского асессора в гражданской службе. В настоящее время — младшее офицерское звание, стоящее выше лейтенанта и ниже капитан-лейтенанта (в ВМФ) или капитана (в остальных родах войск).
После Октябрьской социалистической революции был отменён. Вновь возник в РККА в ноябре 1935 года. До января 1943 года обозначался тремя «кубарями» на петлицах. С января 1943 года — тремя звёздами, расположенными треугольником на погоне с одним просветом. Сохраняется в современных ВС России. Соответствует дореволюционному чину поручика.
Перед воинским званием военнослужащего, проходящего военную службу в гвардейской воинской части, на гвардейском корабле, добавляется слово «гвардии».
К воинскому званию военнослужащего или гражданина, имеющего военно-учётную специальность юридического или медицинского профиля, добавляются соответственно слова «юстиции» или «медицинской службы».
К воинскому званию гражданина, пребывающего в запасе или находящегося в отставке, добавляются соответственно слова «запаса» или «в отставке».
Размещение звёзд на погонах для старшего лейтенанта Вооружённых сил России — две нижние звезды с двух сторон от продольной линии погон и третья выше первых двух на продольной осевой линии погон, диаметр звёзд 14 мм. Звёзды образуют равносторонний треугольник со стороной немногим меньше 29 мм между центрами звёзд. В верхней части погон размещена пуговица.
Иногда применяется некоторыми сокращённое название «старлей».

## Образцы знаков различий старшего лейтенанта (ОФ-1а) в Российской империи, СССР и Российской Федерации
| Чин                  | РИА               | РИФ               | РККА СССР                   | РККА СССР                     | РККА СССР     | РККА СССР         | Советская армия       | Советская армия          | Советская армия   | Советская армия           | Советская армия   |
| -------------------- | ----------------- | ----------------- | --------------------------- | ----------------------------- | ------------- | ----------------- | --------------------- | ------------------------ | ----------------- | ------------------------- | ----------------- |
| Петличный знак погон |                   |                   |                             |                               |               |                   |                       |                          |                   |                           |                   |
|                      |                   |                   |                             |                               |               |                   |                       |                          |                   |                           |                   |
|                      | Поручик (до 1917) | Погон (1909—1917) | Командир взвода (1919—1924) | петличный знак К3 (1924—1935) | … (1935—1943) | … ВВС (1935—1943) | погон ВВС (1943—1955) | … полевой СВ (1943—1955) | … ВМФ (1943—1955) | … парадный СВ (1955—1991) | … BBC (1955—1991) |

| Чин                   | Российская Федерация      | Российская Федерация                | Российская Федерация | Российская Федерация   | Российская Федерация            | Российская Федерация           | Российская Федерация                           | Российская Федерация  | Российская Федерация        | Российская Федерация    | Российская Федерация  | Российская Федерация | Российская Федерация |
| --------------------- | ------------------------- | ----------------------------------- | -------------------- | ---------------------- | ------------------------------- | ------------------------------ | ---------------------------------------------- | --------------------- | --------------------------- | ----------------------- | --------------------- | -------------------- | -------------------- |
| Погон нарукавный знак |                           |                                     |                      |                        |                                 |                                |                                                |                       |                             |                         |                       |                      |                      |
|                       | Погон ВДВ, КВ (1994—2010) | … пaрадный ВВС, ВДВ, КВ (1994—2010) | … ВВС (1994—2010)    | … СВ, РВСН (1994—2010) | … пaрадный СВ, РВСН (1994—2010) | … повседневный ВМФ (1994—2010) | … повседневный к белой рубашке ВМФ (1994—2010) | … полевой (1994—2010) | … повседневный ВМФ (с 2010) | … парадный ВМФ (с 2010) | … нарукавный знак ВМФ | … полиции СМВЧ       | … ВB МВД             |

| младшее звание: Лейтенант | Старший лейтенант (СВ, ВВС/ПВО, ВДВ и Военно-морской флот) | старшее звание: Капитан-лейтенант |
| младшее звание: Лейтенант | Старший лейтенант (СВ, ВВС/ПВО, ВДВ и Военно-морской флот) | Капитан                           |

## Старший лейтенант в Германии
В кайзеровской армии Обер-лейтенант был введён в 1871 году. До этого офицер, носящий соответствующий чин, назывался премьер-лейтенантом (Premierlieutenant).
С 1888 года в качестве знака различия использовалась одна четырёхконечная звёздочка на погонах с обвитым вокруг пуговицы белым (с 1903 года — серебряным) шнуром, но не завитым «косичкой», в отличие от погонов штаб-офицеров.
См. также:
- Обер-лейтенант
- Поручик
- Старший лейтенант милиции

## США
В сухопутных войсках, морской пехоте и военно-воздушных силах ВС США, первый лейтенант — второе звание младшего офицерского состава, равнозначное российскому старшему лейтенанту. Воинское звание находится между вторым лейтенантом и капитаном. Второй лейтенант обычно повышается до первого лейтенанта через 18 месяцев службы в сухопутных войсках, и через 24 — в военно-воздушных и морской пехоте.
Небольшие различия между двумя лейтенантскими званиями прежде всего в опыте и различном уровне оплаты.

## Другие страны
Эквивалентные старшему лейтенанту звания других стран:
- Австрия: Oberleutnant;
- Армения: ավագ լեյտենանտ;
- Азербайджан: Baş Leytenant;
- Албания: Toger;
- Ангола: Primeiro Tenente;
- Арабо-говорящие страны, кроме старых французских колоний в Северной Африке: Mulazim Awwal;
- Аргентина: Teniente Primero (сухопутные войска); Primer Teniente (военно-воздушные силы);
- Афганистан: Lomri Baridman;
- Беларусь: старший лейтенант (русский); старшы лейтэнант (белорусский);
- Бельгия: Lieutenant (Французский); Luitenant (Нидерландский);
- Болгария: Старши лейтенант;
- Босния и Герцеговина: Poručnik;
- Бразилия: Primeiro Tenente;
- Бутан: Deda Gom;
- Венгрия: Főhadnagy;
- Вьетнам: Thượng úy;
- Дания: Premierløjtnant;
- Доминиканская республика: Primer Teniente;
- Германия: Oberleutnant;
- Греция: Ypolokhagos (сухопутные войска); Yposminagos (военно-воздушные силы);
- Грузия: უფროსი ლეიტენანტი (Up’rosi Leytenanti);
- Израиль: סגן (Segen);
- Индонезия: Letnan Satu;
- Иран: Sotvan Yekom (перс. ستوان یكم‎);
- Ирландия: Lieutenant (Английский); Lefteanant (Ирландский);
- Италия: Tenente;
- Кабо-Верде: Primeiro Tenente;
- Казахстан: Аға Лейтенант;
- Камбоджа: Ak-no-say-ney-tor;
- Китай: 上尉 (Shàngwèi);
- Киргизия: улук лейтенант;
- Китай династии Цин: 副軍校 (Fù jūn xiào);
- Северная Корея и Южная Корея: 중위 (Jungwi);
- Куба: Primer Teniente;
- Кипр: Ypolokhagos (сухопутные войска); Yposminagos (военно-воздушные силы);
- Лаос: Roithõäkäd;
- Латвия: Virsleitnants;
- Литва: Vyresnysis Leitenantas;
- Люксембург: Premier Lieutenant;
- Малайзия: Leftenan;
- Республика Македония: Поручник;
- Мозамбик: Tenente;
- Непал: Upa-Senani;
- Нидерланды: Eerste Luitenant;
- Никарагуа, Парагвай и Уругвай: Teniente Primero;
- Норвегия: Løytnant;
- Пакистан: Lieutenant (сухопутные войска);
- Польша: Porucznik;
- Португалия: Tenente;
- Румыния: Locotenent (современный); Locotenet-Major (Варшавский договор);
- Сербия: Поручник;
- Словакия: Nadporučík;
- Словения: Nadporočnik;
- Испания и другие испано-говорящие страны, кроме Аргентины, Кубы, Доминиканской республики, Никарагуа, Парагвай и Уругвай: Teniente;
- Суринам: Luitenant;
- Таджикистан: Лейтенанти калон;
- Таиланд: Roi Tho;
- Тайвань: 中尉(Chungwei);
- Тунис: Moulazem Awal (араб. ملازم أول‎);
- Турция: Üsteğmen;
- Украина: Старший Лейтенант;
- Узбекистан: Катта Лейтенант;
- Финляндия: Luutnantti;
- Франция и другие франко-говорящие страны: Lieutenant (военно-воздушные силы, сухопутные войска), Enseigne de vaisseau de première classe (военно-морские силы);
- Хорватия: Natporučnik;
- Чешская республика: Nadporučík;
- Чехословакия: Nadporučík;
- Швеция: Löjtnant;
- Швейцария: Oberleutnant (Немецкий); Premier Lieutenant (Французский); Primotenente (Итальянский);
- Эстония: Leitnant;
- Югославия: Поручник;
- Япония: 二等陸尉(Nitō Rikui) (или Nii) (современный); 中尉(Chūi) (исторический).

## Знаки различия
- Погон на парадную белую рубашку РХБЗ с 1994 года
- Погон
Обер-лейтенанта Австрия
- Знак различия
Первого лейтенанта в США